# Przychodzko
Przychodzko – wieś w Polsce położona w województwie wielkopolskim, w powiecie nowotomyskim, w gminie Zbąszyń.

## Położenie
Znajduje się ono w odległości 80 km od Poznania i ok. 8 km od miasta gminnego – Zbąszynia. W najbliższej odległości znajdują się wsie: Strzyżewo, Prądówka, oraz Łomnica, w której jest kościół. W pobliżu przepływa rzeka Obra, która na wysokości Przychodzka utworzyła Jezioro Lutol. Krajobraz tworzą pola uprawne (gleby bielicowe) oraz lasy (głównie monokultura sosny).

## Historia
Przychodzko reprezentuje typ wsi olęderskiej. Zostało założone w 1712, gdy ówczesny właściciel Zbąszynia, wojewoda Stefan Garczyński osiedlił w lasach wsi Łomnica niemieckich kolonistów. Ich rolą było pełnienie straży leśnej. Na pochodzenie mogą wskazywać dawne nazwy: Przychodzkie Holendry, niem. Przychodzker Hauland. Używano również nazw Przychodzka Wieś i niemieckiej Deutschhöhe. W 1757 mieszkańcy wsi otrzymali od Edwarda Garczyńskiego przywilej na założenie szkoły oraz przydział ziemi na utrzymanie nauczyciela. Przychodzko na początku XIX wieku posiadało swoją pieczęć z widniejącym na niej gołębiem trzymającym w dziobie wagę sprawiedliwości. W 1908 roku otwarto przebiegającą przez jej tereny linię kolejową Zbąszyń-Międzychód, dzięki czemu powstał we wsi budynek stacji kolejowej. Miejscowość liczyła pod koniec XIX wieku 55 domostw i 357 mieszkańców, z których 33 było katolikami, a 324 protestantami. W 1931 roku wieś zamieszkiwało 310 osób. W latach 1975–1998 miejscowość administracyjnie należała do województwa zielonogórskiego. W 2011 roku Przychodzko liczyło 87 mieszkańców, a w 2012 zameldowanych na stałe było jedynie 78 osób.

## Transport
Przez Przychodzko przebiega nieczynna linia kolejowa Zbąszyń-Międzychód. Zostały jednak jeszcze pozostałości, takie jak budynki stacyjne (stacja Przychodzko), wiadukty i resztki torów.
W pobliżu Przychodzka przebiega autostrada A2.

## Turystyka
Przez wieś przebiegają dwa znakowane szlaki piesze:
- (zachodnią stroną wsi, od jeziora Lutol) Trzciel – Leszno – Wąsosz
- (wschodnią stroną wsi) Zbąszyń – Miedzichowo